# Abdallah Aberkane
Abdallah Aberkane (Gouda, 5 de mayo de 2000) es un futbolista neerlandés que juega de defensa.

## Trayectoria
Debutó en la Eerste Divisie con el Jong Ajax el 10 de septiembre de 2018 en un partido contra el Jong AZ, como sustituto de Dean Solomons en el minuto 65.
En 2019 fichó por el Sparta de Róterdam con un contrato amateur. Comenzó a jugar en el equipo de reserva del Jong Sparta en la Tweede Divisie e incluso hizo una aparición con el primer equipo en la Eredivisie; el 21 de diciembre de 2019 como sustituto tardío de Dirk Abels en una victoria por 3-0 contra el AZ Alkmaar.
En enero de 2020 se unió al rival de la ciudad Excelsior Rotterdam donde firmó un contrato hasta 2022.

## Vida personal
Nació en los Países Bajos de padres marroquíes.

## Estadísticas

### Clubes
Actualizado al último partido disputado el 23 de diciembre de 2023.
| Club                              | Div.          | Temporada     | Liga  | Liga  | Copas nacionales | Copas nacionales | Copas internacionales | Copas internacionales | Total | Total |
| Club                              | Div.          | Temporada     | Part. | Goles | Part.            | Goles            | Part.                 | Goles                 | Part. | Goles |
| --------------------------------- | ------------- | ------------- | ----- | ----- | ---------------- | ---------------- | --------------------- | --------------------- | ----- | ----- |
| Jong Ajax · Países Bajos          | 2.ª           | 2018-19       | 4     | 0     | 0                | 0                | ―                     | ―                     | 4     | 0     |
| Jong Ajax · Países Bajos          | Total club    | Total club    | 4     | 0     | 0                | 0                | 0                     | 0                     | 4     | 0     |
| Sparta de Róterdam · Países Bajos | 1.ª           | 2019-20       | 1     | 0     | 0                | 0                | ―                     | ―                     | 1     | 0     |
| Sparta de Róterdam · Países Bajos | Total club    | Total club    | 1     | 0     | 0                | 0                | 0                     | 0                     | 1     | 0     |
| Excelsior Róterdam · Países Bajos | 2.ª           | 2019-20       | 7     | 0     | 0                | 0                | ―                     | ―                     | 7     | 0     |
| Excelsior Róterdam · Países Bajos | 2.ª           | 2020-21       | 15    | 1     | 4                | 0                | ―                     | ―                     | 19    | 1     |
| Excelsior Róterdam · Países Bajos | 2.ª           | 2021-22       | 31    | 0     | 2                | 0                | ―                     | ―                     | 33    | 0     |
| Excelsior Róterdam · Países Bajos | Total club    | Total club    | 53    | 1     | 6                | 0                | 0                     | 0                     | 59    | 1     |
| F. C. Dordrecht · Países Bajos    | 2.ª           | 2022-23       | 16    | 0     | 0                | 0                | ―                     | ―                     | 16    | 0     |
| F. C. Dordrecht · Países Bajos    | 2.ª           | 2023-24       | 11    | 0     | 1                | 0                | ―                     | ―                     | 12    | 0     |
| F. C. Dordrecht · Países Bajos    | Total club    | Total club    | 27    | 0     | 1                | 0                | 0                     | 0                     | 28    | 0     |
| Total carrera                     | Total carrera | Total carrera | 85    | 1     | 7                | 0                | 0                     | 0                     | 92    | 1     |